# Yosuke Miyaji
Yosuke Miyaji (宮路 洋輔 Miyaji Yosuke?), född 12 juni 1987 i Miyazaki prefektur, är en japansk före detta fotbollsspelare.
Miyaji började sin karriär 2010 i Avispa Fukuoka. 2013 flyttade han till Honda Lock. Han avslutade karriären 2019.